# Pop 2 (mixtape của Charli XCX)
Pop 2 là mixtape thứ tư của nữ ca sĩ người Anh Charli XCX, được hãng đĩa Asylum phát hành vào ngày 15 tháng 2 năm 2017. Dưới sự điều hành sản xuất của A. G. Cook từ PC Music, quá trình sản xuất mixtape được bắt đầu vài tháng trước thời điểm ra mắt và có sự góp mặt nhiều nghệ sĩ khách mời đặc biệt. Mixtape gồm một đĩa đơn duy nhất "Out of My Head", hợp tác cùng Alma và Tove Lo, được ra mắt đúng một tuần trước khi mixtape phát hành.
Pop 2 nhận được sự tán dương nồng nhiệt từ giới phê bình ngay khi ra mắt, thậm chí một số nhà phê bình còn gọi đây là tác phẩm xuất sắc nhất trong sự nghiệp của Charli XCX. Phong cách kết hợp sáng tạo từ dòng nhạc điện tử đã nhận được những lời khen ngợi rộng rãi. Năm 2019, Pitchfork xếp mixtape này ở vị trí thứ 40 trong danh sách "200 Album Hay Nhất Thập Niên 2010".

## Bối cảnh
Vào tháng 12 năm 2014, trước khi phát hành album phòng thu thứ hai mang tên Sucker, Charli XCX tiết lộ rằng cô đã bắt đầu lên kế hoạch cho album phòng thu thứ ba của mình. Cô chia sẻ rằng album này sẽ lấy cảm hứng từ âm nhạc pop Nhật Bản và mang âm hưởng tựa như "một hành tinh lơ lửng trên mây" với phong cách "kỳ quặc đến mãnh liệt và trẻ thơ". Vào tháng 7 năm 2015, trong một buổi phỏng vấn, Charli XCX cho biết cô đã bắt đầu làm việc với nhà sản xuất âm nhạc người Anh Sophie tại Los Angeles. Ngoài Sophie, BloodPop và Stargate cũng được xác nhận tham gia sản xuất album. Trong khoảng thời gian tháng 7 và tháng 8 năm 2015, Charli XCX đã cùng Jack Antonoff đồng diễn một tour tại Mỹ. Tuy nhiên, vào ngày 21 tháng 8, cô bất ngờ thông báo rằng chặng thứ hai của tour diễn sẽ không được tiếp tục vì một số "lý do cá nhân".
—Charli XCX chia sẻ về vụ việc album thứ ba của cô bị rò rỉ.
Vào tháng 10 năm 2015, Charli XCX phát hành ca khúc "Vroom Vroom" trên Beats 1 Radio Show, đồng thời tuyên bố đây sẽ là bài hát đầu tiên được phát hành từ album phòng thu thứ ba của cô. Đến ngày 26 tháng 2 năm 2016, EP Vroom Vroom được ra mắt thông qua hãng thu âm riêng của Charli XCX, Vroom Vroom Recordings. Toàn bộ các ca khúc trong EP đều do Sophie sản xuất.Vào tháng 7 cùng năm, nhà sản xuất người Anh A. G. Cook, người sáng lập hãng thu âm PC Music, đã được đảm nhận vai trò giám đốc sáng tạo của Charli XCX. Tháng sau đó, trong một cuộc phỏng vấn với The Fader, Charli xác nhận rằng album đã hoàn thiện và dự kiến phát hành vào năm 2017. Charli miêu tả dự án này sẽ được chia thành hai nửa: một nửa mang phong cách "pop thuần túy", trong khi nửa còn lại sẽ mang "đậm chất club". Vào tháng 10 năm 2016, album được ấn định phát hành vào tháng 5 năm 2017, với đĩa đơn mở đầu "After the Afterparty " được ra mắt.
Những tháng kế tiếp, Charli XCX trình diễn trực tiếp một số ca khúc mới, bao gồm "Roll with Me", "No Angel" và "Bounce". Đến tháng 2 năm 2017, có thông báo rằng album sẽ bị hoãn lại và dự kiến phát hành vào tháng 9 cùng năm. Thay vì phát hành album như kế hoạch, Charli công bố một mixtape mới mang tên Number 1 Angel sẽ ra mắt vào tháng 2 cùng năm, được thu âm trong vòng hai tuần cùng A. G. Cook mà không có sự cho phép của hãng thu âm Atlantic. Trong khi đó, nhiều bản nhạc chưa phát hành của Charli XCX bắt đầu bị rò rỉ trên mạng. Do mâu thuẫn với hãng, mixtape này bị hoãn đến tháng 3 mới được phát hành. Đến tháng 5 năm 2017, album tiếp tục bị trì hoãn lần nữa, với thời gian phát hành dự kiến dời sang mùa xuân năm 2018. Cùng thời điểm, Charli XCX phát hành đĩa đơn thứ hai, "Boys", kèm theo một video âm nhạc do chính cô đạo diễn, với sự hỗ trợ từ Sarah McColgan. Video này gây sốt nhờ sự xuất hiện của hàng loạt ngôi sao nam nổi tiếng, bao gồm Joe Jonas và Wiz Khalifa, và nhanh chóng đạt gần 3 triệu lượt xem chỉ trong vòng một ngày. Đến tháng 8, thêm nhiều bản nhạc từ các buổi thu âm cho album bị rò rỉ trên mạng, dẫn đến việc dự án bị hủy bỏ hoàn toàn.

## Thu âm
Quá trình thu âm cho Pop 2 bắt đầu vào tháng 9 năm 2017, chỉ hai tháng trước khi mixtape được hoàn thiện. Charli XCX đã liên hệ với A. G. Cook, và đề xuất cùng thực hiện một dự án mới sau thành công của mixtape trước đó, Number 1 Angel (2017), đồng thời bổ nhiệm anh làm nhà sản xuất chính cho dự án. Cook chia sẻ: "Chúng tôi muốn dự án này mang lại cảm giác như một sự đổi mới toàn về mặt hình ảnh và phong cách" so với sản phẩm trước đó. Hầu hết quá trình thu âm được diễn ra tại studio cũ của Alicia Keys ở New York, với một số buổi thu âm khác được thực hiện tại London. Charli sử dụng phần lớn là Auto-Tune, trong khi Cook thử nghiệm và biến tấu công cụ này trên một số ca khúc nhất định. Charli cho biết: "Mixtape này hiện hữu trong một thế giới vô cùng tự do, chóng vánh và giàu sức thử nghiệm, nhưng đồng thời cũng được định hình mang trong mình tinh thần của nhạc pop. Đó là thứ mà tôi luôn bị cuốn hút một cách tự nhiên."
Pop 2 đánh dấu sự hợp tác với nhiều nghệ sĩ nổi bật, bao gồm ca sĩ người Canada Carly Rae Jepsen, ca sĩ người Brazil Pabllo Vittar, rapper người Estonia Tommy Cash, ca sĩ pop người Đức Kim Petras và nghệ sĩ hip hop người Mỹ gốc Hàn Jay Park, cùng nhiều tên tuổi khác. Charli chia sẻ: "Mixtape này không nhất thiết phải nói về tôi – nó thực sự nhằm tạo cơ hội để mọi người sở hữu bài hát theo cách của riêng họ."  Dự án ban đầu dự kiến có sự góp mặt của rapper Lil Peep, nhưng đã bị hủy sau sự ra đi đột ngột của anh vào tháng 11. Charli cho biết lý do Pop 2 được phát hành dưới dạng mixtape thay vì album chính thức là vì cô đang ký hợp đồng với một hãng thu âm lớn, cùng với áp lực tiềm tàng từ công chúng.
Phiên bản làm lại của ca khúc "Track 10" mang tên Blame It on Your Love, với sự góp giọng của ca sĩ kiêm rapper người Mỹ Lizzo, đã sau đó được phát hành vào tháng 5 năm 2019. Ca khúc này trở thành đĩa đơn thứ hai trích từ album phòng thu thứ ba của cô, mang tên Charli.

## Đĩa đơn
Đĩa đơn đầu tiên trích từ Pop 2, "Out of My Head" hợp tác với Tove Lo và Alma, được phát hành vào ngày 8 tháng 12 năm 2017, mixtape cũng được mở đặt trước trên các nền tảng kĩ thuật số. Vài ngày say đó, vào ngày 11 tháng 12 năm 2017, ca khúc "Unlock It" với sự góp mặt của Kim Petras và Jay Park được ra mắt trên chương trình radio Beats 1. Đồng thời, ca khúc "I Got It", hợp tác cùng Brooke Candy, Cupcakke và Pabllo Vittar, được phát hành vào ngày 13 tháng 12 năm 2017, trở thành đĩa đơn quảng bá cuối cùng trước khi mixtape chính thức ra mắt.

## Đánh giá chuyên môn
| Đánh giá chuyên môn  | Đánh giá chuyên môn |
| Điểm trung bình      | Điểm trung bình     |
| Nguồn                | Đánh giá            |
| -------------------- | ------------------- |
| AnyDecentMusic?      | 7.7/10              |
| Metacritic           | 84/100              |
| Nguồn đánh giá       |                     |
| Nguồn                | Đánh giá            |
| Consequence of Sound | B+                  |
| Crack Magazine       | 8/10                |
| Exclaim!             | 7/10                |
| Financial Times      | [ 36 ]              |
| The Guardian         | [ 37 ]              |
| NME                  | [ 38 ]              |
| Pitchfork            | 8.4/10              |
| Q                    | [ 40 ]              |
| Spectrum Culture     | [ 41 ]              |
| Tiny Mix Tapes       | [ 42 ]              |

Trên trang Metacritic, Pop 2 đạt số điểm trung bình 84/100, dựa trên tám bài đánh giá, album được "hoan nghênh rộng rãi". Meaghan Garvey của trang Pitchfork, người đã chấm album số điểm 8.4/10, gọi đây là "tác phẩm hoàn chỉnh xuất sắc nhất trong sự nghiệp của cả Charli và PC Music," cho rằng "dù Pop 2 mang âm hưởng của tương lai, điều thú vị hơn cả là nó hòa quyện những thanh âm của dòng nhạc điện tử kỳ quặc từ hai thập kỷ qua." Alexis Petridis từ The Guardian nhận xét rằng mixtape này "làm rất tốt trong việc thuyết phục người ta rằng Charli XCX làm việc tốt hơn hẳn khi không bị công ty thu âm can thiệp." và cho rằng phần sản xuất của Cook "mang tính mạo hiểm" và tràn đầy "sự hiện đại có chủ đích."
Năm 2019, Pitchfork xếp album này thứ 40 trong danh sách "200 album hay nhất thập niên 2010". Trong bài viết về album, Hazel Cills gọi album là "tác phẩm hoàn chỉnh nhất của Charli XCX từ trước đến nay" đồng thời cho rằng, cô (Charli) "khẳng định sự tinh thông của mình trong thế giới nhạc pop kỳ ảo và tuyệt đẹp mà cô tiếp tục xây dựng."

## Danh sách bài hát
| STT              | Nhan đề                                                         | Sáng tác                                                                          | Sản xuất                | Thời lượng |
| ---------------- | --------------------------------------------------------------- | --------------------------------------------------------------------------------- | ----------------------- | ---------- |
| 1.               | "Backseat" (featuring Carly Rae Jepsen)                         | Charlotte Aitchison Alexander Guy Cook Finn Keane Jepsen                          | Cook EasyFun            | 3:58       |
| 2.               | "Out of My Head" (featuring Tove Lo và Alma)                    | Aitchison Sophie Xeon Cook Tove Lo Alma-Sofia Miettinen                           | Sophie Cook             | 3:55       |
| 3.               | "Lucky"                                                         | Aitchison Cook Ö                                                                  | Cook Ö                  | 3:35       |
| 4.               | "Tears" (featuring Caroline Polachek)                           | Aitchison Cook Polachek                                                           | Cook                    | 4:13       |
| 5.               | "I Got It" (featuring Brooke Candy, Cupcakke and Pabllo Vittar) | Aitchison Cook Elizabeth Harris Jesse St. John Geller Phabullo Rodrigues da Silva | Cook umru               | 3:51       |
| 6.               | "Femmebot" (featuring Dorian Electra andMykki Blanco)           | Cook David Gamson Keane Fransisca Hall Blanco                                     | Cook EasyFun Gamson     | 3:38       |
| 7.               | "Delicious" (featuring Tommy Cash)                              | Aitchison Cook Tomas Tammemets                                                    | Cook                    | 4:32       |
| 8.               | "Unlock It" (featuring Kim Petras và Jay Park)                  | Aitchison Cook Petras Park                                                        | Cook Life Sim           | 3:52       |
| 9.               | "Porsche" (featuring MØ)                                        | Aitchison Cook Henry Agincourt Allen Cassia O'Reilly Karen Ørsted                 | King Henry Cook EasyFun | 3:26       |
| 10.              | "Track 10"                                                      | Aitchison Cook Mikkel Eriksen Tor Hermansen Jonnali Parmenius Alexandra Yatchenko | Cook Lil Data Life Sim  | 5:26       |
| Tổng thời lượng: | Tổng thời lượng:                                                | Tổng thời lượng:                                                                  | Tổng thời lượng:        | 40:26      |

## Pop 2 Tour
| Ngày                 | Thành phố     | Quốc gia       | Địa điểm            |
| -------------------- | ------------- | -------------- | ------------------- |
| 15 tháng 3 năm 2018  | Los Angeles   | Hoa Kỳ         | Nhà hát El Rey      |
| 18 tháng 3 năm 2018  | New York City | Hoa Kỳ         | Elsewhere           |
| 19 tháng 6 năm 2018  | London        | Vương quốc Anh | Village Underground |
| 20 tháng 6 năm 2018  | Paris         | Pháp           | La Maroquinerie     |
| 23 tháng 10 năm 2018 | Sydney        | Úc             | The Metro           |

## Đội ngũ sản xuất
- Charli XCX – hát chính
- A. G. Cook – lập trình (1 - 10), synthesizer (6), điều hành sản xuất, kĩ thuật âm thanh (3, 5 - 8)
- EasyFun –lập trình (1, 6, 9), synthesizer (6)
- Sophie – lập trình (2)
- Ö – hát bè và lập trình (3)
- David Gamson – synthesizer và lập trình (6)
- Umru – lập trình (5)
- Caroline Polachek – hát bè (7)
- Life Sim – synthesizer (8, 10)
- King Henry – lập trình (9)
- Lil Data – synthesizer (10)
- Noonie Bao – hát bè (10)
- Stuart Hawkes – hoàn chỉnh âm thanh
- Geoff Swan – phối khí
- Noah Passovoy – kĩ thuật âm thanh (2)
- Brendan Morawski – kĩ thuật âm thanh (3, 4, 6–8)
- Stargate - sản xuất giọng hát (10)

## Bảng xếp hạng
| Bảng xếp hạng (2023)           | Vị trí cao nhất |
| ------------------------------ | --------------- |
| Album Úc (ARIA)                | 8               |
| Album Bỉ (Ultratop Wallonie)   | 169             |
| Album Đức (Offizielle Top 100) | 78              |
| Album Hungary (MAHASZ)         | 14              |
| Album Scotland (OCC)           | 6               |